# Possibilismo (geografia)
A escola francesa de geografia (em francês: école française de géographie), conhecida também como escola "possibilista", foi criada por Paul Vidal de la Blache e acreditava na possibilidade de haver influências recíprocas entre o homem e o meio natural. Ela traz o termo possibilismo, que foi elaborado pelo historiador Lucien Febvre para diferenciar a geografia francesa dos trabalhos influenciados pelo determinismo ambiental, da escola alemã. Assim, o termo passou a designar uma escola de pensamento geográfico que encara na natureza constante movimento ambiente natural (muitas vezes referido como Natureza) como um mero fornecedor de possibilidades para a modificação humana, não determinando a evolução das sociedades, sendo o homem o principal agente geográfico. Como corolário, o gênero de vida não é uma consequência inevitável das condições ambientais, mas um acervo de técnicas, hábitos e instituições que permitem a um grupo social utilizar os  disponíveis. O primeiro a elaborar essa concepção das relações homem-natureza foi Paul Vidal de la Blache, de quem Febvre foi aluno.
Mesmo que admita a influência do meio sobre o homem, a escola possibilista afirma que o homem, como ser racional, é um elemento ativo e, portanto, tem condições de modificar o meio natural e adaptá-lo segundo suas necessidades.